# Liste der Baudenkmäler in Ramerberg
Auf dieser Seite sind die Baudenkmäler in der oberbayerischen Gemeinde Ramerberg zusammengestellt. Diese Tabelle ist eine Teilliste der Liste der Baudenkmäler in Bayern. Grundlage ist die Bayerische Denkmalliste, die auf Basis des Bayerischen Denkmalschutzgesetzes vom 1. Oktober 1973 erstmals erstellt wurde und seither durch das Bayerische Landesamt für Denkmalpflege geführt wird. Die folgenden Angaben ersetzen nicht die rechtsverbindliche Auskunft der Denkmalschutzbehörde.

## Einzeldenkmäler

### Ramerberg
| Lage                       | Objekt                         | Beschreibung | Akten-Nr.    | Bild           |
| -------------------------- | ------------------------------ | --- | ------------ | -------------- |
| Dorfstraße 2 (Standort)    | Ehemaliges Mesnerhaus          | zweigeschossiger Flachsatteldachbau mit traufseitiger Laube und Bundwerk am ehemaligen Wirtschaftsteil, 1. Hälfte 19. Jahrhundert | D-1-87-164-2 | weitere Bilder |
| Dorfstraße 4 (Standort)    | Kath. Pfarrkirche St. Leonhard | Saalbau mit Nordturm aus Tuffquadermauerwerk, Walmdach, der Turm mit Vierkantzwiebel, Teile des Langhauses romanisch, Chor spätgotisch, 1937 Erweiterung nach Westen; mit Ausstattung; Gruftkapelle Mussinan, kleiner Nischenbau mit Putzgliederung, 1892. | D-1-87-164-1 | weitere Bilder |
| Rotter Straße 2 (Standort) | Bildstock                      | hölzerner Bildstock mit aufklappbarer bemalter Bildnische, am Schaft bezeichnet 1916, jetzt am Gemeindehaus angebracht. | D-1-87-164-3 | BW             |

### Attelfeld
| Lage                        | Objekt      | Beschreibung                                                                                                | Akten-Nr.    | Bild |
| --------------------------- | ----------- | --- | ------------ | ---- |
| Kapellenstraße 1 (Standort) | Ortskapelle | Satteldachbau mit Spitzbogenfenstern und westlichem Dachreiter, 1. Hälfte 19. Jahrhundert; mit Ausstattung. | D-1-87-164-4 | BW   |

### Brandstett
| Lage                     | Objekt                     | Beschreibung | Akten-Nr.    | Bild |
| ------------------------ | -------------------------- | --- | ------------ | ---- |
| Haus Nr. 2 (Standort)    | Zugehöriger Getreidekasten | (modern versetzt); bezeichnet 1690 – Zugehöriger Stadel mit reichem Gitterbundwerk, 1850 aus der Gegend von Kraiburg, moderne Aufstellung. | D-1-87-164-6 | BW   |
| In Brandstett (Standort) | Hofkapelle                 | Satteldachbau mit östlichem Dachreiter mit Spitzhelm, Spitzbogenfenstern und Putzgliederung, neugotisch, 1860; mit Ausstattung.            | D-1-87-164-5 | BW   |

### Eich
| Lage                 | Objekt            | Beschreibung                                                  | Akten-Nr.    | Bild |
| -------------------- | ----------------- | ------------------------------------------------------------- | ------------ | ---- |
| Eich 19 a (Standort) | Ehemaliger Stadel | Bundwerkstadel mit Flachsatteldach, 1. Hälfte 19. Jahrhundert | D-1-87-164-7 | BW   |

### Oberkatzbach
| Lage                                         | Objekt                  | Beschreibung | Akten-Nr.    | Bild |
| -------------------------------------------- | ----------------------- | --- | ------------ | ---- |
| Oberkatzbach 1; Flur Oberkatzbach (Standort) | Bauernhaus in Hakenform | zweigeschossiger Flachsatteldachbau mit Putzgliederung, Rundbogenfenstern und geschnitzten Pfettenköpfen, 1835; ehemaliger Getreidekasten, zweigeschossiger Flachsatteldachbau in Blockbauweise, 17. Jahrhundert, mit Bundwerküberbau und Laube der 2. Hälfte 18. Jahrhundert | D-1-87-164-9 | BW   |

### Sendling
| Lage                            | Objekt                | Beschreibung | Akten-Nr.     | Bild |
| ------------------------------- | --------------------- | --- | ------------- | ---- |
| Sendlinger Straße 28 (Standort) | Kleinbauernhaus       | zweigeschossiger Flachsatteldachbau mit Blockbauobergeschoss, Hochlaube und Giebelbundwerk, Anfang 19. Jahrhundert    | D-1-87-164-12 | BW   |
| Sendlinger Straße 33 (Standort) | Ehemaliges Bauernhaus | zweigeschossiger Flachsatteldachbau mit Blockbauobergeschoss, Giebelbundwerk und traufseitiger Laube, 18. Jahrhundert | D-1-87-164-13 | BW   |

### Stegen
| Lage                | Objekt         | Beschreibung | Akten-Nr.     | Bild |
| ------------------- | -------------- | --- | ------------- | ---- |
| Stegen 3 (Standort) | Getreidekasten | zweigeschossiger Blockbau mit Laube und Flachsatteldach, 18. Jahrhundert, im 20. Jahrhundert aus dem Raum Trostberg (Lkr. Traunstein) transferiert. | D-1-87-164-14 | BW   |

### Zellerreit
| Lage                                   | Objekt                 | Beschreibung | Akten-Nr.     | Bild           |
| -------------------------------------- | ---------------------- | --- | ------------- | -------------- |
| Schlossweg 18, Zellerreit 9 (Standort) | Schloss Zellerreit     | dreigeschossiger Satteldachbau mit Treppengiebeln, im Kern 2. Hälfte 16. Jahrhundert, im 19. Jahrhundert umgebaut; Schlosskapelle St. Georg, Satteldachbau mit westlichem Dachreiter mit Spitzgiebel, spätgotisch, barock ausgebaut; mit Ausstattung; Gartenportal, gemauerte Toreinfahrt mit Dreiecksgiebel und Zinnen, 19. Jahrhundert | D-1-87-164-18 | weitere Bilder |
| Schmiedweg 1 (Standort)                | Ehemalige Dorfschmiede | Massivbau mit Schopfwalmdach und Segmentbogenfenstern, 1840; mit Ausstattung. | D-1-87-164-19 | weitere Bilder |
| Wirtsweg 3 (Standort)                  | Kleinbauernhaus        | zweigeschossiger Flachsatteldachbau mit Bundwerk am Wirtschaftsteil, dort bezeichnet 1817. | D-1-87-164-17 | weitere Bilder |